# 瀬上橋
瀬上橋（せのうえばし）は、福島県福島市にある道路橋である。当項では並行する旧道橋である幸橋（さいわいはし）についても記載する。

## 概要
（上り/下り）
- 全長：144.04m/144.75m
- 幅員：9m/10.8m
- 形式：6径間PC桁橋/3径間鋼連続鈑桁橋
- 竣工：1958年/1978年[1]

福島市北部にて一級水系阿武隈川水系摺上川を渡り、国道4号を通す。摺上川にかかる橋梁で最も下流側にあり、南詰は福島市瀬上町字西北川原、字東町一丁目に、河川上の字摺上新田を経て北詰は字南中川原に位置する。橋上は片側2車線で供用され、現在は焦げ茶色に塗装された高欄が設置されている。
国道4号二次改築としてバイパス化された際に架設された。現在の上り線が架設され暫定2車線で開通したのちに4車線化工事が行われ、下り線側の橋梁が架けられた。そのため橋脚の形状や桁材、径間数が上下線それぞれで異なる。上り線橋梁は国土交通省東北地方整備局福島河川国道事務所管内の供用中の道路橋梁の中で最も古い。
当橋梁は摺上川阿武隈川合流点前として福島市による河川水質の調査地点の一つとなっている。また、当橋梁の南側には福島交通瀬上橋バス停が設置されている。

## 幸橋
- 全長：144.0m
  - 主径間：23.5m
- 幅員：9.5m
- 形式：6径間PC単純桁橋
- 竣工：1958年3月30日
- 施工：オリエンタルコンクリート（現オリエンタル白石）[3]

瀬上橋の上流側に並行する旧道橋であり、現在は福島県道353号国見福島線の橋梁として供用されている。起点となる北詰は伊達市諏訪前、長川原に、南詰は福島市瀬上町字柳沼、字西北川原に位置する。橋上は上下対向2車線で供用されており、上り線側に歩道が設置されている。橋南側の河川敷には上流側に柳沼公園やゲートボール場、下流側に瀬上運動公園が広がる。現在の橋が架かるまでは木橋が用いられていた。

## 沿革
奥州街道が摺上川を渡河する地点として江戸時代より渡し舟や土橋、木橋が用いられていた。
- 1811年 - 摺上川両岸の瀬上村、長倉村により桑折代官所へ土橋普請の願いが出される。以後橋梁の流出と木橋（仮橋）の普請、架設が繰り返される[4]。
- 1884年 - 全長91m、幅員5.4mの橋梁が掛けられる[5]。
- 1890年 - 全長127m、幅員5.3mの木橋が掛けられる[6]。
- 1908年
  - 全長127m、幅員6mの木橋が掛けられる[7]。
  - 信達軌道（後の福島交通飯坂東線）開業により軌道と道路の併用橋となる。
- 1924年 - 全長192.3m、幅員6.1mの木橋が掛けられる[8]。
- 1958年
  - 国道4号バイパス建設に伴い現在の瀬上橋上り線が掛けられる。
  - 現在の幸橋が架けられる。
- 1971年 - 福島交通飯坂東線全線廃止により幸橋が道路橋となる。
- 1978年 - 国道4号バイパス拡幅に伴い現在の瀬上橋下り線が掛けられる。
- 1983年 - 県道路線認定に伴い幸橋が県道353号の橋梁となる。それに伴い橋の起終点が従来とは反対となる。

## 周辺
- 福島北工業団地
- コープふくしま瀬上店
- サテライト福島
- 瀬上運動公園
- 柳沼公園

## 隣の橋
- 摺上川

(上流）- 摺上橋 - 東北新幹線摺上川橋梁 - 東北本線摺上川橋梁 - 幸橋 - 瀬上橋 - （阿武隈川合流点）